# 히말라야 셰르파 클럽
히말라야 셰르파 클럽은 네팔의 축구단이다. 현재 마티어스 메모리얼 A 디비전 리그에 참가하고 있다.

## 우승
- 마티어스 메모리얼 C 디비전 리그: 2007-08